# Landkreis Karlsruhe
Der Landkreis Karlsruhe ist eine Gebietskörperschaft mit 456.264 Einwohnern (31. Dezember 2024) in Baden-Württemberg. Er gehört zum Verband Region Karlsruhe im Regierungsbezirk Karlsruhe und zur grenzübergreifenden Regio Pamina.

## Geographie

### Lage
Die gesamte westliche Hälfte des Landkreises Karlsruhe liegt in der Oberrheinischen Tiefebene. Im Osten des Nordteils hat das Kreisgebiet Anteil am Kraichgau. Der deutlich kleinere Südteil des Kreisgebiets hat im Osten Anteil am Nordschwarzwald. Die höchste Erhebung ist mit 611,5 m ü. NHN der Mahlberg, der tiefste Punkt liegt mit 92,8 m ü. NHN am Rhein bei Oberhausen-Rheinhausen.

### Nachbarkreise
Der Landkreis Karlsruhe grenzt im Uhrzeigersinn im Norden beginnend an die Landkreise Rhein-Neckar-Kreis, Heilbronn, Enzkreis, Calw und Rastatt (alle in Baden-Württemberg). Im Westen bildet der Rhein die natürliche Grenze zum Land Rheinland-Pfalz, mit Ausnahme eines Teils der Insel Elisabethenwörth und des Brückenkopfs bei Germersheim, die als rechtsrheinische Gebiete zu Rheinland-Pfalz gehören. Am Rhein grenzt der Landkreis Karlsruhe an den Landkreis Germersheim, an den Rhein-Pfalz-Kreis sowie an die kreisfreie Stadt Speyer. Der Stadtkreis Karlsruhe schiebt sich wie ein Keil in das Kreisgebiet und teilt es fast vollständig in einen größeren nördlichen Teil um die Städte Bruchsal und Bretten sowie einen kleineren Südteil um die Stadt Ettlingen. Die beiden Teile sind zwischen Untermutschelbach und Kleinsteinbach (48° 57′ 13,3″ N, 8° 32′ 16,6″ O) durch eine nur circa 40 Meter breite Landbrücke miteinander verbunden.

### Flächenaufteilung
Nach Daten des Statistischen Landesamtes, Stand 2015.

### Naturschutz
Der Landkreis Karlsruhe besitzt folgende 43 Naturschutzgebiete. Nach der Schutzgebietsstatistik der Landesanstalt für Umwelt, Messungen und Naturschutz Baden-Württemberg (LUBW) stehen 3.680,53 Hektar der Kreisfläche unter Naturschutz, das sind 3,39 Prozent.
1. Albtal und Seitentäler, 620,6 ha (davon 380,0 ha im Landkreis Karlsruhe), Stadt Ettlingen, Gemeinden Karlsbad und Malsch
2. Allmendäcker, 40,1 ha, Stadt Rheinstetten
3. Altrhein Kleiner Bodensee, 216,8 ha (davon 128,8 ha im Landkreis Karlsruhe), Gemeinde Eggenstein-Leopoldshafen
4. Altrhein Neuburgweier, 119,6 ha, Stadt Rheinstetten
5. Altrhein-Königsee, 11,8 ha, Gemeinde Dettenheim
6. Apfelberg, 21,1 ha, Stadt Östringen
7. Beim Reutwald, 4,5 ha, Stadt Kraichtal
8. Beim Roten Kreuz, 35,7 ha, Gemeinde Ubstadt-Weiher
9. Bruch bei Stettfeld, 96,2 ha, Gemeinde Ubstadt-Weiher
10. Erlich, 280,6 ha, Stadt Philippsburg, Gemeinden Graben-Neudorf und Dettenheim
11. Federbachbruch zwischen Muggensturm und Malsch, Gemeinden Malsch und Muggensturm
12. Gewann Frankreich-Wiesental, 57,0 ha, Stadt Waghäusel
13. Fritschlach, 86,8 ha (davon 0,2 ha im Landkreis Karlsruhe), Stadt Rheinstetten
14. Glasbächle, Krebsbächle und Farlickwiesen, 49,8 ha, Gemeinde Malsch
15. Greifenberg, 12,6 ha, Stadt Östringen
16. Im oberen Haubruch, 4,5 ha, Stadt Kraichtal
17. Kaiserberg, 7,9 ha, Stadt Bruchsal
18. Kälberklamm und Hasenklamm, 21,1 ha, Stadt Ettlingen, Gemeinde Waldbronn
19. Kleiner Kraichbach, 100,7 ha, Städte Östringen und Kraichtal
20. Kohlbachtal und angrenzende Gebiete, 138,6 ha, Gemeinden Oberderdingen, Sulzfeld, Zaisenhausen
21. Kohlplattenschlag, 49,0 ha, Gemeinde Graben-Neudorf
22. Kraichbach- und Weiherbachaue, 118,2 ha, Stadt Kraichtal
23. Kraichbachniederung, 48,9 ha, Stadt Kraichtal
24. Lehmgrube am Heulenberg, 9,1 ha, Gemeinde Pfinztal
25. Malscher Aue, 23,9 ha (davon 4,0 ha im Landkreis Karlsruhe), Gemeinde Malsch
26. Michaelsberg und Habichtsbuckel, 49,6 ha, Stadt Bruchsal
27. Mistwiesen, 48,9 ha (davon 37,3 ha im Landkreis Karlsruhe), Gemeinden Marxzell und Karlsbad
28. Oberbruchwiesen, 125 ha, Gemeinde Graben-Neudorf
29. Östringer Erlenwald, 48,2 ha, Stadt Östringen, Gemeinde Ubstadt-Weiher
30. Pfinzquellen, 281,2 ha (davon 37,3 ha im Landkreis Karlsruhe), Gemeinden Karlsbad und Marxzell
31. Rheinniederung zwischen Au am Rhein, Durmersheim und Rheinstetten, 261,6 ha (davon 107,4 ha im Landkreis Karlsruhe), Stadt Rheinstetten
32. Ritterbruch, 4,6 ha, Stadt Kraichtal
33. Rotenberg, 44,8 ha, Stadt Kraichtal
34. Rußheimer Altrhein-Elisabethenwört, 538,0 ha, Stadt Philippsburg, Gemeinde Dettenheim
35. Saalbachniederung, 465,8 ha, Stadt Bruchsal, Gemeinden Graben-Neudorf und Karlsdorf-Neuthard
36. Sandgrube im Dreispitz-Mörsch, 33,8 ha, Stadt Rheinstetten
37. Seelachwiesen, 21,1 ha, Gemeinde Kürnbach
38. Tongrube Gochsheim, 14,6 ha, Stadt Kraichtal
39. Ungeheuerklamm, 49,5 ha, Stadt Bruchsal, Gemeinde Weingarten
40. Wagbachniederung, 222,5 ha, Gemeinde Oberhausen-Rheinhausen
41. Weingartener Moor-Bruchwald Grötzingen
42. Wilhelmsäcker, 27,3 ha, Stadt Stutensee
43. Zwölf Morgen, 18,8 ha, Gemeinden Walzbachtal, Pfinztal

## Geschichte
Der Landkreis Karlsruhe geht zurück auf das alte Oberamt Karlsruhe, das schon bald nach Gründung der Stadt Karlsruhe 1717 errichtet wurde, jedoch erst später für einige Gemeinden außer Karlsruhe zuständig war. 1809 wurde das Oberamt Karlsruhe in ein Landamt Karlsruhe und ein Stadtamt Karlsruhe geteilt, 1865 jedoch wieder zum Bezirksamt Karlsruhe vereinigt. 1938 wurde das Bezirksamt Karlsruhe in den Landkreis Karlsruhe überführt und gleichzeitig der Stadtkreis Karlsruhe geschaffen. Seither gehört Karlsruhe nicht mehr zum Kreisgebiet, blieb jedoch stets Sitz der Kreisverwaltung.
Bei der Kreisreform wurde der Landkreis Karlsruhe am 1. Januar 1973 um den kompletten Landkreis Bruchsal sowie um drei Gemeinden des Landkreises Sinsheim und die Gemeinde Oberderdingen (seit November 2023 Stadt) des Landkreises Vaihingen auf seinen heutigen Umfang vergrößert. Gleichzeitig gab der Landkreis ab 1972 insgesamt sieben Orte an den Stadtkreis Karlsruhe ab.
Zuvor wurde am 1. September 1971 die Gemeinde Ittersbach aus dem Landkreis Pforzheim eingegliedert. Am 1. Januar 1972 gingen die Gemeinden Hohenwettersbach und Stupferich an den Stadtkreis Karlsruhe verloren. Am selben Tag wurde die Gemeinde Neudorf aus dem Landkreis Bruchsal aufgenommen. Aus demselben Landkreis folgte Neibsheim am 1. März 1972. Es wurde in die Stadt Bretten eingegliedert. Am 1. April 1972 nahm der Landkreis Karlsruhe die aus dem Landkreis Rastatt stammende Gemeinde Waldprechtsweier auf, die am selben Tag in die Gemeinde Malsch eingegliedert wurde.
Nach Abschluss der Gemeindereform umfasst der Landkreis noch 32 Gemeinden, darunter mittlerweile 10 Städte und hiervon wiederum 6 Große Kreisstädte (Bretten, Bruchsal, Ettlingen, Rheinstetten, Stutensee und Waghäusel). Größte Stadt ist Bruchsal, kleinste Gemeinde ist Zaisenhausen. In Bruchsal befindet sich eine Außenstelle des Landratsamts.

### Einwohnerentwicklung

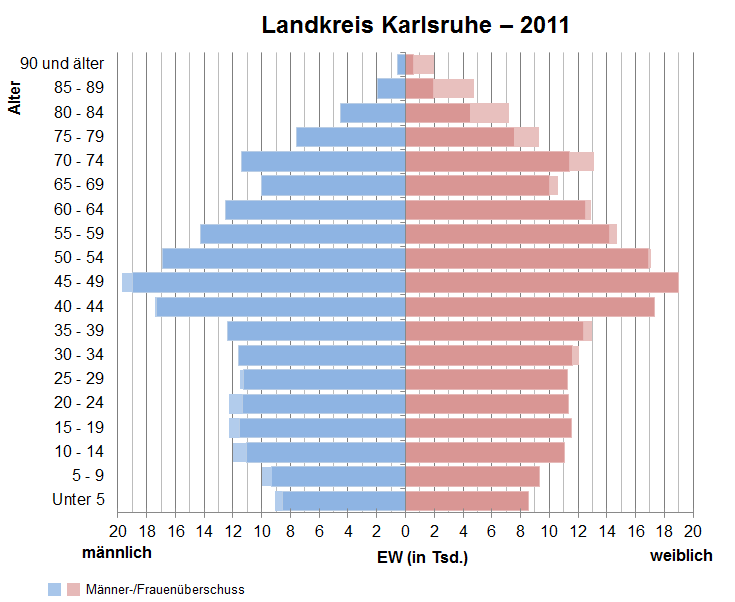
Bevölkerungspyramide für den Kreis Karlsruhe (Datenquelle: Zensus 2011)

Die Einwohnerzahlen sind Volkszählungsergebnisse (¹) oder amtliche Fortschreibungen des Statistischen Landesamts Baden-Württemberg (nur Hauptwohnsitze).
| Datum             | Einwohner |
| ----------------- | --------- |
| 31. Dezember 1973 | 351.172   |
| 31. Dezember 1975 | 349.856   |
| 31. Dezember 1980 | 359.053   |
| 31. Dezember 1985 | 362.057   |
| 25. Mai 1987 ¹    | 366.141   |
| 31. Dezember 1990 | 380.713   |

| Datum             | Einwohner |
| ----------------- | --------- |
| 31. Dezember 1995 | 405.795   |
| 31. Dezember 2000 | 419.555   |
| 31. Dezember 2005 | 429.603   |
| 31. Dezember 2010 | 432.271   |
| 31. Dezember 2015 | 435.841   |
| 31. Dezember 2020 | 446.852   |

### Konfessionsstatistik
Gemäß dem Zensus 2022 waren 34,9 % der Einwohner katholisch, 24,4 % evangelisch, und 40,7 % waren konfessionslos, gehörten einer anderen Glaubensgemeinschaft an oder machten keine Angabe.

## Politik
Der Landkreis wird vom Kreistag und vom Landrat verwaltet.

### Kreistag
Die Mitglieder des Kreistags werden von den Wahlberechtigten im Landkreis auf fünf Jahre gewählt, jeweils gleichzeitig mit den Gemeinderatswahlen. Nach der Kommunalwahl am 9. Juni 2024 hat der Kreistag 93 Mitglieder; insgesamt führte die Wahl zu folgendem Ergebnis:
| Sitzverteilung im Kreistag des Landkreises Karlsruhe 2024Insgesamt 93 Sitze - Linke: 1 - Grüne: 11 - SPD: 13 - DU: 1 - ULi: 1 - JL: 1 - FE/FW: 2 - FW: 15 - DA: 1 - FDP: 4 - CDU: 30 - AfD: 13 | \| CDU \| 26 \| − 9 \| \| FW \| 16 \| − 1 \| \| SPD \| 15 \| − 4 \| \| GRÜNE \| 14 \| + 3 \| \| FDP \| 5 \| + 1 \| \| AfD \| 5 \| + 5 \| \| Junge Liste (JL) \| 2 \| + 2 \| \| Die Linke \| 2 \| + 1 \| \| Für Ettlingen/FW Ettlingen* \| 2 \| ± 0 \| \| ULi** \| 1 \| + 1 \| |        |
| Zum Vergleich: Kreistagswahl 2019 | |        |
| Partei/Wählergruppe | Sitze | +/−*** |
| CDU | 26 | − 9    |
| FW | 16 | − 1    |
| SPD | 15 | − 4    |
| GRÜNE | 14 | + 3    |
| FDP | 5 | + 1    |
| AfD | 5 | + 5    |
| Junge Liste (JL) | 2 | + 2    |
| Die Linke | 2 | + 1    |
| Für Ettlingen/FW Ettlingen* | 2 | ± 0    |
| ULi** | 1 | + 1    |

* 2014–2019: Unabhängige/FE.     ** Unabhängige Liste Philippsburg     *** Unterschied zur Wahl 2014

### Landrat

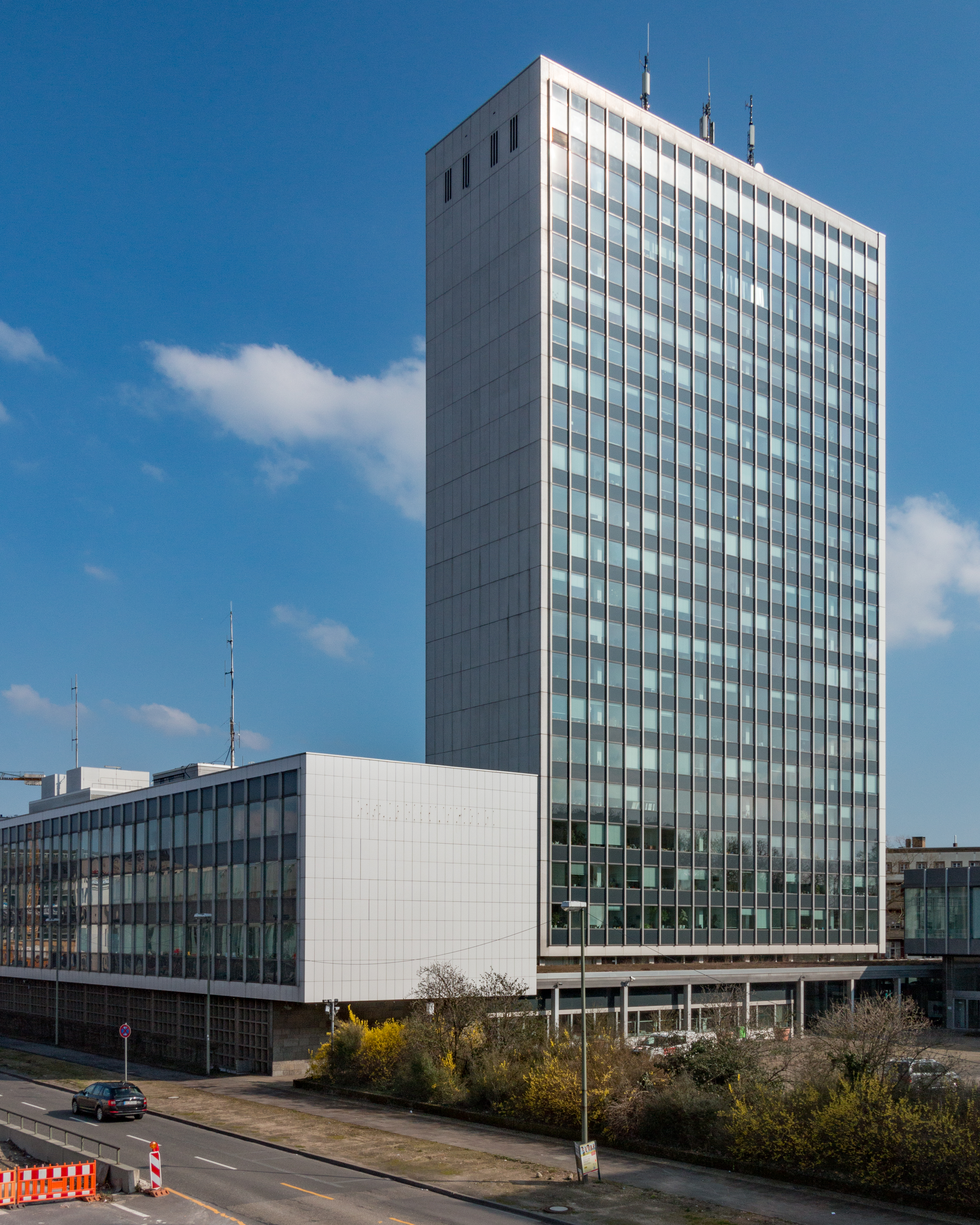
Das ehemalige Verwaltungsgebäude der Badenwerk AG diente vor seinem Abriss als Landratsamt. An seiner Stelle entsteht seit 2024 ein Neubau.

Der Landrat ist gesetzlicher Vertreter und Repräsentant des Landkreises sowie Vorsitzender des Kreistags und seiner Ausschüsse. Er leitet das Landratsamt und ist Beamter des Kreises.
Zu seinem Aufgabengebiet zählen die Vorbereitung der Kreistagssitzungen sowie seiner Ausschüsse. Er beruft Sitzungen ein, leitet diese und vollzieht die dort gefassten Beschlüsse. In den Gremien hat er kein Stimmrecht. Sein Stellvertreter ist der Erste Landesbeamte.
Die Oberamtmänner bzw. Landräte des Landamts/Bezirksamtes/Landkreises Karlsruhe seit 1810:
| - 1810–1822: Christoph Eisenlohr - 1822–1844: Carl Friedrich von Fischer - 1844–1864: Wilhelm Bausch - 1864–1874: Carl von Neubronn - 1874–1894: Friedrich von Preen - 1894–1899: Heinrich von Bodman - 1899–1906: Adolf Föhrenbach - 1906–1912: Hans von Krafft-Ebing - 1912–1918: Otto Seidenadel - 1919–1920: Heinrich Hebting | - 1920–1926: Alexander Schaible - 1926–1932: Karl Baur - 1932–1945: Theodor Wintermantel - 1945:–1945 Anton Kaufmann (provisorisch) - 1945:–1945 Fritz Strauss (kommissarisch) - 1945–1946: Alfred Neff (kommissarisch) - 1946–1971: Joseph Groß - 1971–1997: Bernhard Ditteney - 1997–2007: Claus Kretz - seit 2007: Christoph Schnaudigel (CDU) |

### Wappen und Flagge
Das Wappen des Landkreises Karlsruhe zeigt in geviertem Schild: 1 in Gold ein roter Schrägbalken, 2 in Blau ein durchgehendes, geschliffenes silbernes Kreuz, 3 schräggerautet von Silber und Blau, 4 in Gold drei schräglinks liegende schwarze Hirschstangen übereinander (Wappen-Verleihung 31. August 1973).
Die vier Teile symbolisieren die Wappensymbole der vier früheren Herrschaften, die sich das Kreisgebiet bis 1803 teilten: die Markgrafen von Baden (Schrägbalken), das Hochstift Speyer (Kreuz), die Kurpfalz (Rauten) und das Herzogtum Württemberg (Hirschstangen).

Früheres Wappen des Landkreises

Vor der Kreisreform hatte der frühere Landkreis Karlsruhe ein anderes Wappen. Es zeigte in gespaltenem Schild vorn in Gelb einen roten Schrägbalken, hinten in Blau über einem gesenkten silbernen Wellenbalken ein silbernes Atomsymbol. Das Wappen wurde dem Landkreis Karlsruhe am 25. Januar 1961 durch das Innenministerium Baden-Württemberg verliehen.
Der rote Schrägbalken ist das frühere badische Landeswappen und zeigt damit an, dass das Gebiet zum Kernland Badens gehört. Der Wellenbalken symbolisiert den Rhein, die westliche Grenze des Landkreises und das Atomsymbol sollte auf das in der Gemeinde Leopoldshafen bestehende Kernforschungszentrum Karlsruhe hinweisen. Die Farben Blau und Silber (Weiß) wurden dem kurpfälzischen Wappen der Wittelsbacher entnommen, da einige Gemeinden des Kreises früher zur Kurpfalz gehörten.
Die Flaggenfarben des Landkreises Karlsruhe sind Rot-Gelb.

### Partnerschaften
- Vereinigtes Königreich: Grafschaft Gwent in Wales seit 1978. (1996 wurde die Grafschaft Gwent durch eine Verwaltungsreform aufgeteilt. Die Partnerschaft wird seither mit den Distrikten Monmouthshire und Torfaen weiter geführt.)
- Sachsen: Landkreis Döbeln seit 1990
- Israel: Region Scha’ar HaNegev seit 1992

## Wirtschaft
Im Zukunftsatlas 2016 belegte der Landkreis Karlsruhe Platz 47 von 402 Landkreisen und kreisfreien Städten in Deutschland und zählt damit zu den Orten mit „hohen Zukunftschancen“.

### Verkehr

#### Fernstraßen

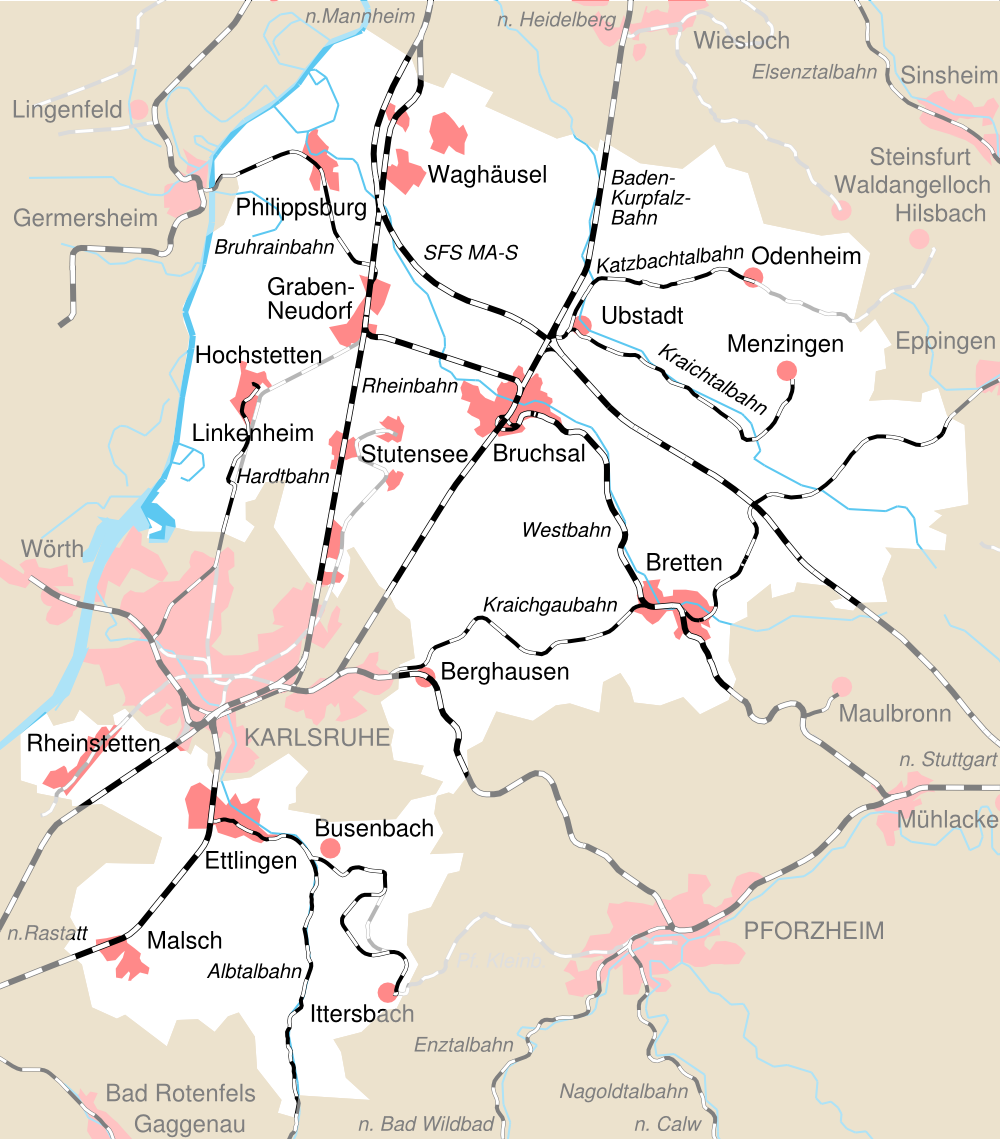
Bahnstreckennetz

Durch das Kreisgebiet führt die Bundesautobahn 5 (Basel–Frankfurt) sowie die Bundesautobahn 8 (Saarbrücken–Stuttgart), mehrere Bundesstraßen, darunter die B 3 (Basel–Heidelberg), die B 292 (ab Bad Schönborn), die B 293 (Heilbronn–Berghausen), die B 294 (Bretten–Freiburg), die B 35 (Germersheim–Illingen) und die B 36 (Lahr–Mannheim) und mehrere Land- und Kreisstraßen.

#### Bahnverkehr
Ein wichtiger Bahnknotenpunkt ist der Bahnhof Bruchsal, an dem auch Züge des Fernverkehrs, hauptsächlich Intercity, halten. Das Kreisgebiet ist gut erschlossen durch das Netz der Stadtbahn Karlsruhe sowie die S-Bahn RheinNeckar. Mehrere Linien führen von Karlsruhe in nahezu alle Richtungen bis nach Heilbronn, Baden-Baden, Bad Herrenalb oder Kraichtal. Das Netz wird weiter ausgebaut. Im öffentlichen Personennahverkehr (ÖPNV) gelten die Tarifangebote des Karlsruher Verkehrsverbunds (KVV).

#### Radverkehr
Durch den Landkreis Karlsruhe verlaufen die folgenden Alltagsrouten aus dem Radnetz Baden-Württemberg:
- Von Schwetzingen und Hockenheim kommend über Waghäusel und Eggenstein-Leopoldshafen nach Karlsruhe und weiter über Ettlingen und Malsch Richtung Rastatt
- Von Wiesloch kommend über Bad Schönborn, Bruchsal und Stutensee nach Karlsruhe und weiter über Rheinstetten nach Rastatt
- Von Wörth am Rhein über Karlsruhe kommend über Pfinztal Richtung Pforzheim
- Von Bruchsal über Bretten Richtung Knittlingen und Mühlacker
- Von Pfinztal (Ortsteil Berghausen) über Bretten und Sulzfeld Richtung Eppingen und Heilbronn.

Außerdem gibt es ein Radverkehrskonzept des Landkreises aus dem Jahr 2018. Das Radnetz umfasst etwa 1.500 km Radwege.
Durch den Landkreis verlaufen die folgenden Landes-Radfernwege: 
- Der Rheinradweg, gleichzeitig D-Route 8[14] und Eurovelo-Route 15[15], führt an beiden Ufern bis Karlsruhe, wechselt aber hier auf die linke Rheinseite. Zwischen Karlsruhe und der Höhe von Speyer ist ein rechtsrheinischer Rheinradweg nicht ausgeschildert.
- Der Badische Weinradweg[16] führt von Grenzach-Wyhlen am Hochrhein nach Laudenbach im Rhein-Neckar-Kreis, dabei werden sieben der neun badischen Weinanbaugebiete untereinander verbunden. Die Route verläuft dabei von Rastatt (Stadtteil Rauental) kommend über Ettlingen nach Durlach und über Weingarten (Baden) und Bruchsal nach Wiesloch, wobei er in großen Schleifen durch die Weinanbaugebiete führt.
- Der Heidelberg-Schwarzwald-Bodensee-Radweg führt von Heidelberg nach Radolfzell. Er verläuft von St. Leon kommend durch Bad Schönborn, Bruchsal und Bretten Richtung Pforzheim.
- Der Stromberg-Murrtal-Radweg führt von Karlsruhe nach Gaildorf und verbindet damit den Rheinradweg mit dem Kocher-Jagst-Radweg. Er beginnt in Karlsruhe am Rheinradweg und führt zunächst am Hauptbahnhof vorbei, über die Karlsruher Stadtteile Durlach und Grötzingen ins Pfinztal und weiter ab Königsbach-Stein nördlich an Pforzheim vorbei nach Maulbronn.
- Der Naturpark-Radweg Schwarzwald Mitte/Nord führt rund um selbigen Naturpark und verläuft dabei im Landkreis Karlsruhe vom Gaggenauer Stadtteil Bad Rotenfels kommend über Malsch nach Ettlingen und durch das Albtal Richtung Straubenhardt und Neuenbürg im Enztal.

Der Landkreis Karlsruhe ist Gründungsmitglied der AGFK (Arbeitsgemeinschaft Fahrrad- und Fußverkehrsfreundlicher Kommunen) in Baden-Württemberg. Er wurde 2020 vom Land Baden-Württemberg als fahrradfreundliche Kommune ausgezeichnet und hat 2024 die "Qualitätsstufe" der AGFK BW erreicht.

### Energieversorgung
Im Kreisgebiet befindet sich das stillgelegte Kernkraftwerk Philippsburg.
Das nördliche Kreisgebiet wird seit 2014 vom weltweit ersten Höchstspannungs-Pflanzenöl-Transformator versorgt.

### Kreiseinrichtungen
Der Landkreis Karlsruhe ist Schulträger folgender Beruflichen Schulen: Gewerbeschule, Hauswirtschaftsschule und Handelslehranstalt Bretten, Balthasar-Neumann-Schule I (Gewerbliche Schule) Bruchsal und Balthasar-Neumann-Schule II (Gewerbliche Schule) Bruchsal, Handelslehranstalt Bruchsal (Kaufmännische Schule), Käthe-Kollwitz-Schule (Hauswirtschaftlich-sozialpädagogische Schule) Bruchsal, Albert-Einstein-Schule (Gewerbliche Schule) Ettlingen, Bertha-von-Suttner-Schule (Hauswirtschaftlich-sozialpädagogische, landwirtschaftliche und biotechnologische Schule) Ettlingen und Wilhelm-Röpke-Schule (Kaufmännische Schule) Ettlingen ferner folgender Sonderpädagogischer Bildungs- und Beratungszentren: Eduard-Spranger-Schule mit Schulkindergarten Bretten (Förderschwerpunkt geistige Entwicklung), Karl-Berberich-Schule mit Schulkindergarten Bruchsal (Förderschwerpunkt geistige Entwicklung), Gartenschule mit Schulkindergarten Ettlingen (Förderschwerpunkt geistige Entwicklung), Hardtwaldschule Karlsruhe-Neureut (Förderschwerpunkt geistige Entwicklung), Ludwig Guttmann Schule Karlsbad-Langensteinbach (Förderschwerpunkt körperlich und motorische Entwicklung) und Astrid-Lindgren-Schule mit Schulkindergarten Forst (Förderschwerpunkt Sprache).
Der Landkreis Karlsruhe ist (über die Regionale Kliniken Holding RKH) auch Träger der beiden Krankenhäuser Fürst-Stirum-Klinik Bruchsal und Rechbergklinik Bretten sowie eines Abfallwirtschaftsbetriebes.

## Gemeinden
(Einwohner am 31. Dezember 2024)
| Städte 1. Bretten, Große Kreisstadt (30.274) 2. Bruchsal, Große Kreisstadt (47.784) 3. Ettlingen, Große Kreisstadt (38.578) 4. Kraichtal (14.602) 5. Oberderdingen (11.690) 6. Östringen (13.450) 7. Philippsburg (13.748) 8. Rheinstetten, Große Kreisstadt (21.267) 9. Stutensee, Große Kreisstadt (25.259) 10. Waghäusel, Große Kreisstadt (22.466) Vereinbarte Verwaltungsgemeinschaften und Gemeindeverwaltungsverbände 1. Vereinbarte Verwaltungsgemeinschaft der Gemeinde Bad Schönborn mit der Gemeinde Kronau 2. Vereinbarte Verwaltungsgemeinschaft der Stadt Bretten mit der Gemeinde Gondelsheim 3. Vereinbarte Verwaltungsgemeinschaft der Stadt Bruchsal mit den Gemeinden Forst, Hambrücken und Karlsdorf-Neuthard 4. Vereinbarte Verwaltungsgemeinschaft der Gemeinde Graben-Neudorf mit der Gemeinde Dettenheim 5. Vereinbarte Verwaltungsgemeinschaft der Stadt Oberderdingen mit der Gemeinde Kürnbach 6. Gemeindeverwaltungsverband Philippsburg mit Sitz in Philippsburg; Mitgliedsgemeinden: Stadt Philippsburg und Gemeinde Oberhausen-Rheinhausen 7. Vereinbarte Verwaltungsgemeinschaft der Gemeinde Sulzfeld mit der Gemeinde Zaisenhausen | Weitere Gemeinden 1. Bad Schönborn (13.583) 2. Dettenheim (6782) 3. Eggenstein-Leopoldshafen (16.798) 4. Forst (8083) 5. Gondelsheim (4172) 6. Graben-Neudorf (12.453) 7. Hambrücken (5581) 8. Karlsbad (16.049) 9. Karlsdorf-Neuthard (10.693) 10. Kronau (5969) 11. Kürnbach (2407) 12. Linkenheim-Hochstetten (12.484) 13. Malsch (14.880) 14. Marxzell (5040) 15. Oberhausen-Rheinhausen (9565) 16. Pfinztal (18.178) 17. Sulzfeld (5131) 18. Ubstadt-Weiher (13.178) 19. Waldbronn (13.838) 20. Walzbachtal (9904) 21. Weingarten (Baden) (10.534) 22. Zaisenhausen (1844) |

### Gemeinden vor der Kreisreform
Vor der Kreisreform am 1. Januar 1973 und der Gemeindereform gehörten zum (alten) Landkreis Karlsruhe seit 1938 insgesamt 58 Gemeinden, darunter die beiden Städte Bretten und Ettlingen, wobei Ettlingen seit 1966 eine Große Kreisstadt ist.
Am 7. März 1968 stellte der Landtag von Baden-Württemberg die Weichen für eine Gemeindereform. Mit dem Gesetz zur Stärkung der Verwaltungskraft kleinerer Gemeinden war es möglich, dass sich kleinere Gemeinden freiwillig zu größeren Gemeinden vereinigen konnten. Den Anfang im alten Landkreis Karlsruhe machten gleich mehrere Gemeinden am 1. Januar 1971. Zu diesem Zeitpunkt vereinigten sich Rinklingen mit Bretten, Sulzbach mit Malsch sowie Jöhlingen und Wössingen zur Gemeinde Walzbachtal. In der Folgezeit reduzierte sich die Zahl der Gemeinden stetig. Am 1. Januar 1973 ging der alte Landkreis Karlsruhe im neuen vergrößerten Landkreis Karlsruhe auf.
Die größte Gemeinde des alten Landkreises Karlsruhe war die Große Kreisstadt Ettlingen. Die kleinste Gemeinde war Sprantal.
Der alte Landkreis Karlsruhe umfasste zuletzt eine Fläche von 582 km² und hatte bei der Volkszählung 1970 insgesamt 201.629 Einwohner.
In der Tabelle wird die Einwohnerentwicklung des alten Landkreises Karlsruhe bis 1970 angegeben. Alle Einwohnerzahlen sind Volkszählungsergebnisse.
| Datum              | Einwohner |
| ------------------ | --------- |
| 17. Mai 1939       | 109.372   |
| 13. September 1950 | 141.654   |

| Datum        | Einwohner |
| ------------ | --------- |
| 6. Juni 1961 | 166.468   |
| 27. Mai 1970 | 201.629   |

In der Tabelle stehen die Gemeinden des alten Landkreises Karlsruhe vor der Gemeindereform. Bis auf die in den Stadtkreis Karlsruhe eingegliederten Gemeinden gehören alle Gemeinden auch heute noch zum Landkreis Karlsruhe.

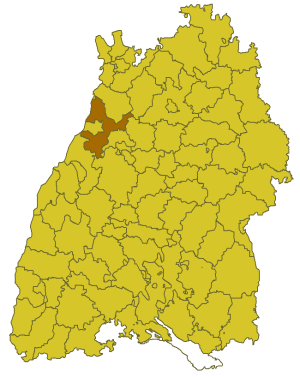
Karte des Landkreises Karlsruhe vor der Kreisreform

| frühere Gemeinde            | heutige Gemeinde         | Einwohner am 6. Juni 1961 |
| --------------------------- | ------------------------ | ------------------------- |
| Auerbach                    | Karlsbad                 | 759                       |
| Bauerbach                   | Bretten                  | 1.043                     |
| Berghausen                  | Pfinztal                 | 4.647                     |
| Blankenloch                 | Stutensee                | 4.237                     |
| Bretten, Stadt              | Bretten                  | 9.978                     |
| Bruchhausen                 | Ettlingen                | 1.638                     |
| Büchig bei Bretten          | Bretten                  | 786                       |
| Burbach                     | Marxzell                 | 790                       |
| Busenbach                   | Waldbronn                | 2.739                     |
| Diedelsheim                 | Bretten                  | 1.696                     |
| Dürrenbüchig                | Bretten                  | 361                       |
| Eggenstein                  | Eggenstein-Leopoldshafen | 4.047                     |
| Ettlingen, Große Kreisstadt | Ettlingen                | 19.390                    |
| Ettlingenweier              | Ettlingen                | 1.692                     |
| Etzenrot                    | Waldbronn                | 1.036                     |
| Flehingen                   | Oberderdingen            | 2.561                     |
| Forchheim (Baden)           | Rheinstetten             | 5.857                     |
| Friedrichstal               | Stutensee                | 2.339                     |
| Gölshausen                  | Bretten                  | 1.018                     |
| Graben                      | Graben-Neudorf           | 3.553                     |
| Grötzingen                  | Karlsruhe                | 5.463                     |
| Grünwettersbach             | Karlsruhe                | 2.199                     |
| Hochstetten                 | Linkenheim-Hochstetten   | 1.737                     |
| Hohenwettersbach            | Karlsruhe                | 1.014                     |
| Jöhlingen                   | Walzbachtal              | 3.506                     |
| Kleinsteinbach              | Pfinztal                 | 1.816                     |
| Langensteinbach             | Karlsbad                 | 3.710                     |
| Leopoldshafen               | Eggenstein-Leopoldshafen | 1.843                     |
| Liedolsheim                 | Dettenheim               | 2.940                     |
| Linkenheim                  | Linkenheim-Hochstetten   | 3.829                     |
| Malsch                      | Malsch                   | 7.775                     |
| Mörsch                      | Rheinstetten             | 5.785                     |
| Mutschelbach                | Karlsbad                 | 1.236                     |
| Neuburgweier                | Rheinstetten             | 1.646                     |
| Neureut (Baden)             | Karlsruhe                | 10.908                    |
| Oberweier                   | Ettlingen                | 701                       |
| Palmbach                    | Karlsruhe                | 555                       |
| Pfaffenrot                  | Marxzell                 | 1.526                     |
| Reichenbach                 | Waldbronn                | 2.477                     |
| Rinklingen                  | Bretten                  | 1.188                     |
| Ruit                        | Bretten                  | 874                       |
| Rußheim                     | Dettenheim               | 1.738                     |
| Schielberg                  | Marxzell                 | 882                       |
| Schluttenbach               | Ettlingen                | 374                       |
| Schöllbronn                 | Ettlingen                | 1.592                     |
| Söllingen                   | Pfinztal                 | 4.266                     |
| Spessart                    | Ettlingen                | 1.512                     |
| Spielberg                   | Karlsbad                 | 1.410                     |
| Spöck                       | Stutensee                | 3.138                     |
| Sprantal                    | Bretten                  | 255                       |
| Staffort                    | Stutensee                | 912                       |
| Stupferich                  | Karlsruhe                | 1.580                     |
| Sulzbach                    | Malsch                   | 638                       |
| Völkersbach                 | Malsch                   | 1.094                     |
| Weingarten (Baden)          | Weingarten (Baden)       | 7.715                     |
| Wolfartsweier               | Karlsruhe                | 1.429                     |
| Wöschbach                   | Pfinztal                 | 1.849                     |
| Wössingen                   | Walzbachtal              | 3.189                     |

## Kfz-Kennzeichen
Am 1. Juli 1956 wurde dem Landkreis bei der Einführung der bis heute gültigen Kfz-Kennzeichen das Unterscheidungszeichen KA zugewiesen. Es wird durchgängig bis heute ausgegeben.
Der Kreistag stimmte in seiner Sitzung am 14. November 2024 für die Wiedereinführung des Unterscheidungszeichens BR des aufgelösten Landkreises Bruchsal. Der Ausgabebeginn ist am 3. Februar 2025.

## Sonstiges
Der Landkreis Karlsruhe hat die meisten Gemeinden mit einem Doppelnamen in Baden-Württemberg.
Im Süden des Kreisgebiets hat der Landkreis Karlsruhe Anteil am Naturpark Schwarzwald Mitte/Nord.